# Трансфазна хімія
Трансфазна хімія (рос. межфазная химия, англ. phase-transfer chemistry) — розділ хімії, що вивчає реакції в гетерогенних системах (тверда-рідка чи рідка-рідка), які відбуваються за участі невеликої кількості агента, що переносить реактанти з однієї фази через поверхню поділу в іншу, де йде реакція. У реакціях за участю твердих реактантів як агенти-переносники використовуються краун-етери, онієві солі, криптанди та ін.